# Шум моря
«Шум моря» (исп. Son de Mar) — испанская эротическая драма 2001 года режиссёра Бигаса Луны, основанная на одноимённом романе Мануэля Висента.
Съёмки фильма проходили в провинции Аликанте.

## Сюжет
История вращается вокруг Улисса (Жорди Молья), который приезжает в рыбацкую деревню, чтобы преподавать литературу в местной средней школе. Во время своего пребывания он влюбляется в Мартину (Леонор Уотлинг), дочь своего домовладельца. Альберто Сьерра (Эдуард Фернандес), богатый бизнесмен, тоже неравнодушен в ней и безуспешно пытается завоевать её сердце.
Очарованная романтическими цитатами, среди пейзажей, окружающих Валенсию, девушка тоже влюбляется в Улисса и вскоре беременеет. Они женятся и у них рождается сын Авель. Однажды Сьерра приглашает пару на вечеринку, на которой Улисса привлекает женщина в красном платье. На следующий день он отправляется на своей лодке ловить тунца для Мартины. После шторма его лодку находят, но он исчезает. Мужчина считается мёртвым, по нему проводится панихида.
Оказавшись на руках с маленьким ребёнком, Мартина вынуждена выйти замуж за Сьерру и ведёт богатый образ жизни, о котором всегда мечтала. Через пять лет после его исчезновения Улисс звонит ей и говорит: «Все мои путешествия были лишь для того, чтобы понять, что я не могу жить без тебя». Не выдержав, она снова возвращается к нему. Сьерра узнаёт об изменах жены и принимает решительные меры, чтобы наказать влюблённых. Он портит судно Son de Mar, которое те используют для побега. Посреди океана корабль тонет, и влюблённые обретают в смерти покой и вечную любовь.

## В ролях
- Жорди Молья — Улисс
- Леонор Уотлинг — Мартина
- Эдуард Фернандес — Альберто Сьерра
- Нюс Агульо — Росета
- Пеп Кортес — Базилио
- Рикки Коломер — Абель
- Серхио Кабальеро — Хавьер

## Награды и номинации
Фильм получил две номинации на премию «Гойя» (лучший адаптированный сценарий и лучшая мужская роль второго плана), а Эдуард Фернандес также был отмечен Премией Святого Георгия.

## Критика
По мнению обозревателя «Московских новостей» Анастасии Гладильщиковой, «этот минималистический фильм о любви окунает зрителя в языческий мифологический мир, где человек близок природе (образ моря очень важен) и жизнь подчинена повторяющимся циклам». Екатерина Тарханова, напротив, отрицательно оценивает происходящее на экране, замечая: «Когда весь „Шум моря“ сводится к любовному треугольнику, да и кончается абстрактно-символически, все эти „он“ и „она“ тут же становятся букашками-таракашками, личинками, червячками — чем угодно, кроме людей со своими „отношениями“. На красивую артистку Леонор Уайтлинг смотришь уже с подозрением: не гусеница ли она. Какие там мысли — весь символизм и Улисс, и Цирцея, покрывая такой обман, вызывают в лучшем случае смех, в худшем — стойкую тошноту».

## Саундтрек
Саундтрек фильма, созданный музыкальным коллективом Piano Magic и состоящий из шести композиций, вышел самостоятельным альбомом 6 августа 2001 года.